# Jonathan Domínguez
Jonathan Domínguez (Buenos Aires, Argentina, 14 de diciembre de 1990) es un futbolista argentino nacionalizado chileno. Juega como delantero en Universidad San Carlos de la Primera División de Guatemala, la segunda categoría de fútbol en ese país.

## Clubes
| Club                            | País      | Año       |
| ------------------------------- | --------- | --------- |
| Deportes La Serena              | Chile     | 2008      |
| Unión San Felipe                | Chile     | 2009-2010 |
| Unión La Calera                 | Chile     | 2011      |
| FC Brașov                       | Rumania   | 2011      |
| Coquimbo Unido                  | Chile     | 2012      |
| Deportes Concepción             | Chile     | 2013      |
| Unión San Felipe                | Chile     | 2014-2015 |
| Iberia de Los Ángeles           | Chile     | 2015-2016 |
| Universidad San Carlos          | Guatemala | 2016      |
| Tiro y Gimnasia                 | Argentina | 2016      |
| Independiente Hipolito Yrigoyen | Argentina | 2017      |
| San Francisco Bancario          | Argentina | 2019      |

## Palmarés

### Campeonatos nacionales
| Título     | Club             | País  | Año  |
| ---------- | ---------------- | ----- | ---- |
| Primera B  | Unión San Felipe | Chile | 2009 |
| Copa Chile | Unión San Felipe | Chile | 2009 |

- Datos: Q6272970